# Wilfred Waters
Wilfred Waters, né le 4 janvier 1923 à Wandsworth et mort le 1er avril 2006, est un coureur cycliste britannique.

## Biographie
En 1948, il remporte une médaille de bronze aux Jeux olympiques de Londres, lors de la poursuite par équipe avec Robert Geldard, David Ricketts et Tommy Godwin.

## Palmarès

### Jeux olympiques
- Londres 1948
  -  Médaillé de bronze de la poursuite par équipe (avec Robert Geldard, David Ricketts et Tommy Godwin)[2]